# Austrolimnophila medialis
Austrolimnophila medialis är en tvåvingeart som först beskrevs av Alexander 1921.  Austrolimnophila medialis ingår i släktet Austrolimnophila och familjen småharkrankar. Inga underarter finns listade i Catalogue of Life.